# Delia groenlandica
Delia groenlandica este o specie de muște din genul Delia, familia Anthomyiidae, descrisă de Griffiths în anul 1993.
Este endemică în Greenland. Conform Catalogue of Life specia Delia groenlandica nu are subspecii cunoscute.